# Pont Rumichaca
Le pont Rumichaca est la principale route qui sépare les deux pays frontaliers, la Colombie et l'Équateur. Une partie du pont a été construite en pierre par les Incas, l'autre a été construite en 1880. Sur la partie du pont construite en pierre se trouvent les bâtiments des douanes colombiennes et équatoriennes.

## Histoire

### Le pont à l'époque des Incas
Le nom Rumichaca vient du quechua : rumi signifie "pierre" et chaco signifie "pont". 
Huayna Capac, le souverain inca, a demandé la construction de ce pont pour faire passer de ses troupes par la rivière Carchi en temps de guerre.

### De 1880 à aujourd'hui
En 1880, le pont a été prolongé à partir de matériaux artificiels et remodelé pour devenir des centres binationaux de la culture et du tourisme où l'intégration des deux pays est favorisée. 
Le commerce entre la Colombie et l'Équateur fait de ce pont aujourd'hui l' « artère » principale pour le transport de marchandises entre les deux pays.

## Localisation
Le pont est situé à la frontière entre la Colombie et l'Équateur, à trois kilomètres de la commune d'Ipiales, et à sept kilomètres de la commune de Tulcán. Il est situé sur la route panaméricaine qui relie les Amériques. Dans le pâturage se trouve Nudo de Huaca, surnommé « le nombril de l'univers ».